# Arielle Kebbel
Arielle Caroline Kebbel, född den 19 februari 1985 i Winter Park i Florida, är en amerikansk skådespelare.
Kebbel spelar Carrie i filmen John Tucker Must Die och hon har även varit med i filmer som Aquamarine och  American Pie – Band Camp. 

## Filmografi
| Year          | Title                             | Role                         | Notes                                |
| ------------- | --------------------------------- | ---------------------------- | ------------------------------------ |
| 2003          | CSI: Crime Scene Investigation    | Right Teen                   | Avsnitt: "Forever"                   |
| 2003          | Judging Amy                       | Paige Lange                  | Avsnitt: "The Long Goodbye"          |
| 2003–04       | Gilmore Girls                     | Lindsay Anne Lister Forester | Recurring (säsong 3–5); 9 avsnitt    |
| 2003          | Law & Order: Special Victims Unit | Andrea Kent                  | Avsnitt: "Mean"                      |
| 2004          | Entourage                         | Layla                        | Avsnitt: "Pilot"                     |
| 2004          | Grounded for Life                 | Taya                         | 5 avsnitt                            |
| 2005          | American Pie Presents: Band Camp  | Elyse                        | Main cast                            |
| 2005          | CSI: Miami                        | Pam Carpenter                | Avsnitt: "Nothing to Lose"           |
| 2005          | Clubhouse                         | Kat                          | Avsnitt: "Road Trip"                 |
| 2006          | Aquamarine                        | Cecilia Banks                |                                      |
| 2006          | Shark                             | Sydney Blair                 | Avsnitt: "In the Grasp"              |
| 2007          | Football Wives                    | Nicole Holt                  | "Pilot" – not picked up              |
| 2009          | No Heroics                        | Sandy                        | Pilot movie – not picked up          |
| 2009, 2011–13 | The Vampire Diaries               | Alexia "Lexi" Branson        | 7 avsnitt                            |
| 2010          | True Blood                        | Charlene                     | Avsnitt: "I Smell a Rat"             |
| 2010          | Life Unexpected                   | Paige                        | Main cast (säsong 2); 7 avsnitt      |
| 2011          | Marcy                             | Arielle                      | Avsnitt: "Marcy Does a Photographer" |
| 2011          | Good Vibes                        | Payton (röst)                | Avsnitt: "Backstage Babs"            |
| 2011–13       | 90210                             | Vanessa Shaw                 | Recurring (seasons 4 & 5)            |
| 2011          | Hallelujah                        | Veda Roman                   |                                      |
| 2012          | A Bride for Christmas             | Jessie                       | A Hallmark TV movie                  |
| 2012          | Hawaii Five-0                     | Nicole Carr                  | Avsnitt: "Popilikia"                 |
| 2012          | Audrey                            | Marissa                      | 4 avsnitt                            |
| 2013–present  | Perfect Score                     | Sigsjälv                     | Host                                 |
| 2021          | After We Fell                     | Kimberley                    |                                      |
| 2022          | After Ever Happy                  | Kimberley                    |                                      |
| 2023          | After Everything                  | Kimberley                    |                                      |